# Срез
Срез је био административно-територијална и самоуправна јединица у Кнежевини Србији и Краљевини Србији, а потом у Краљевини Југославији и касније у ФНР Југославији. У структури државне управе, срезови су били ниже јединице у односу на округе или области, а више у односу на некадашње општине. По правилу, сваки срез је обухватао по један град са околним селима. На челу среза налазио се срески начелник, који је био представник државне управе у срезу.

## Историја
Срезови су у Кнежевини Србији уведени након спровођења низа административних реформи (1830-1835). Тада су установљени: срезови (уместо дотадашњих кнежина, односно капетанија) и окрузи (уместо дотадашњих нахија). Након ослобођења и прукључења јужних области (1878), срезови су установљени и на тим подручјима. Исти положај у административној структури срезови су задржали и у Краљевини Србији, а након ослобођења и прикључења Старе Србије (1912), установљени су и на тим подручјима.
Након стварања Краљевине СХС, односно Југославије (1918), срезови су задржани у административној структури источних покрајина, док су територијалне јединице истог нивоа управе у западним областма називане и котаревима. Исти положај срезови су задржали и у ФНР Југославији (1945-1963), а потом се током наредних година приступило њиховом постепеном укидању у СФРЈ.
На подручју НР Србије, срезови су након ослобођења (1944) наставили да постоје у структури нове власти, прво у оквиру округа, а потом у саставу области. Управном реформом из 1955. године, извршено је укрупњивање административних јединица, чиме је територија Србије подељена на 42 велика среза.
Процес постепеног укидања срезова у Србији започео је 1959. године, када су укинути срезови на подручју Аутономне косовско-метохијске области. Потом су 1965. године укинути на подручју Аутономне Покрајине Војводине, а затим (током 1966. године) и на централном подручју СР Србије.
На подручју НР Црне Горе, такође су постојали срезови, али њихов број је путем укрупњивања постепено смањиван, од 17 (1945), на 14 (1946), а затим на 13 (1947), односно 11 (1952) и најзад на 5 (1955). Потпуно укидање срезова спроведено је у Црној Гори почетком 1958. године.
На подручју Босне и Херцеговине такоће су за време Краљевине Југославије постојали срезови, као ниже административне јединице у односу на области и потоње бановине. Након 1945. године, извршена је нова административна подела БиХ на срезове, који су били у саставу округа и потоњих области. Након комуналне реформе, која је спроведена 1955. године, територија БиХ је подељена на веће срезове, а ови на општине. Према стању из 1955. године, било је укупно 15 срезова: Бања Лука, Бихаћ, Брчко, Дервента, Горажде, Добој, Зворник, Зеница, Јајце, Ливно, Мостар, Приједор, Сарајево, Требиње и Тузла.
Потом је дошло до постепеног укрупњивања локалне управе, тако да је према стању из 1958. године број смањен на 12 срезова: Бања Лука, Бихаћ, Брчко, Горажде, Добој, Зеница, Јајце, Ливно, Мостар, Приједор, Сарајево и Тузла. Током наредних година, извршено је даље укрупњивање срезова, тако да је њихов број смањен на шест: Бања Лука, Бихаћ, Добој, Мостар, Сарајево и Тузла. Посебним "Уставним законом о укидању срезова", од 27. априла 1966. године, укинути су срезови у БиХ.

## Катастарски, школски и изборни срезови
Поред управних срезова, постојали су и катастарски срезови, као посебна категорија која се користи при катастарском класификовању земљишта. У оквиру просветног система, постојали су и школски срезови, на челу са надзорницима, који су били надлежни за надгледање рада локалних школа, а територијални опсег школских срезова није се увек поклапао са подручјима управних срезова. Такође су постојали и изборни срезови, који су формирани у склопу спровођења избора и представљали су изборне јединице, чија се подручја нису увек поклапала са територијама управних срезова.
У компаративном контексту, срезови су били слични административно-терититоријалним једницама истог нивоа у другим државама, као што су некадашњи котари у Аустроугарској и западним покрајинама Краљевине Југославије, односно некадашњи ујезди (рус. уезд) у царској Русији.